# Sendim da Serra
Sendim da Serra is een plaats (freguesia) in de Portugese gemeente Alfândega da Fé en telt 110 inwoners (2001).